# Gazownia w Toruniu

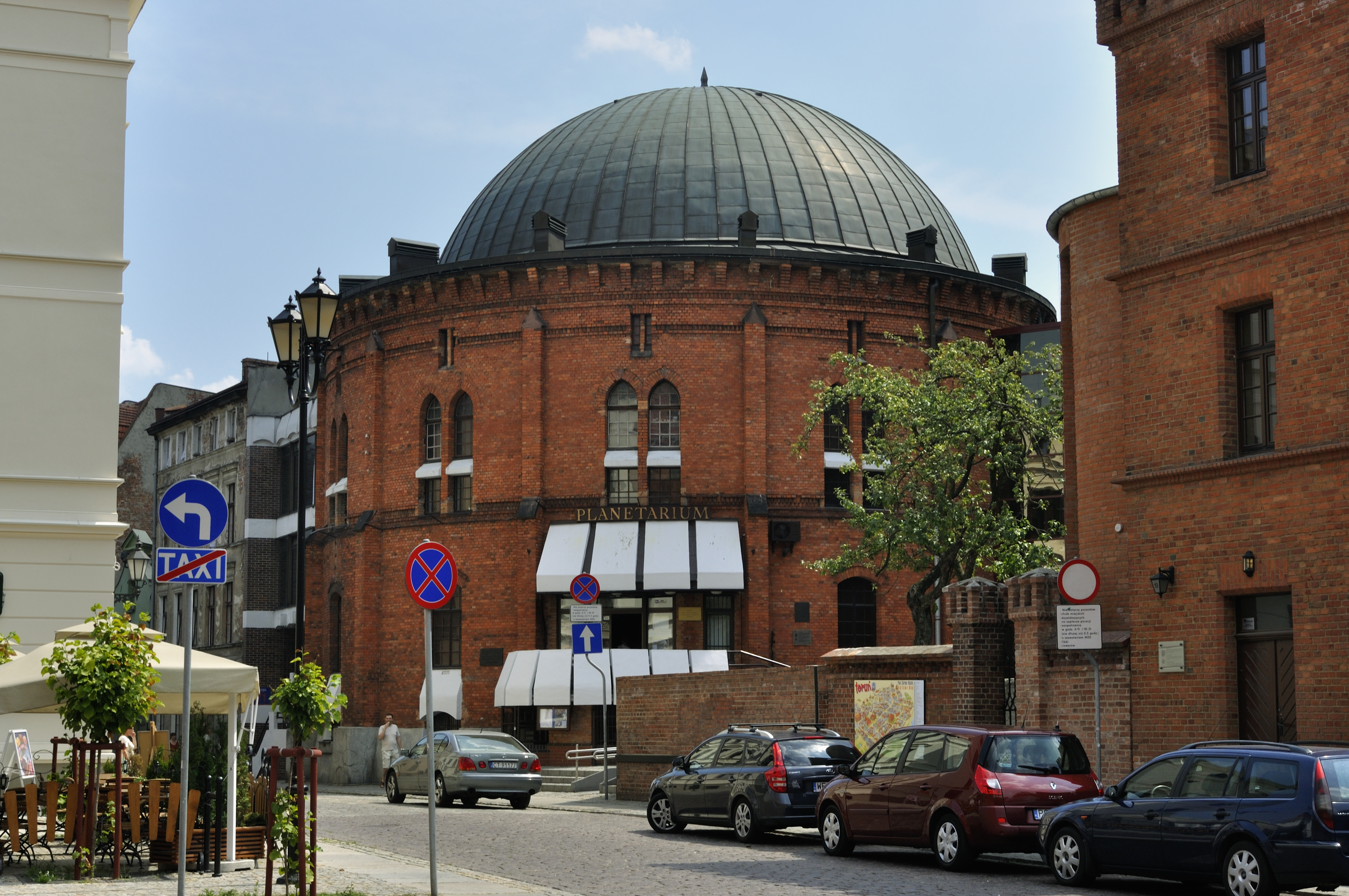
Dawny zbiornik na gaz przy ul. Franciszkańskiej, obecnie planetarium

Gazownia w Toruniu – zespół budynków Gazowni Miejskiej w Toruniu.

## Historia

### Budowa gazowni
Plany budowy niezależnego miejskiego źródła energii rozpoczęto w 1846 roku, jednak budowa gazowni rozpoczęła się w 1859 roku. Została ona uruchomiona 15 grudnia 1859 roku. Była to jedna z pierwszych inwestycji komunalnych w mieście. Podczas dyskusji nad rozpoczęciem budowy kontrowersje wzbudzały wzbudzały propozycje umiejscowienia gazowni. Miała ona mieścić się przy ul. Mikołaja Kopernika i Pod Krzywą Wieżą, co kłóciłoby się z średniowieczną, zabytkową architekturą Starego Miasta. Projekt gazowni opracował budowniczy Kühnell. Jego pierwszy projekt pochodzi z 1846 roku, jednak nie przypadł on do gustu. Kolejny projekt, pochodzący z 27 maja 1854 roku, został zatwierdzony.

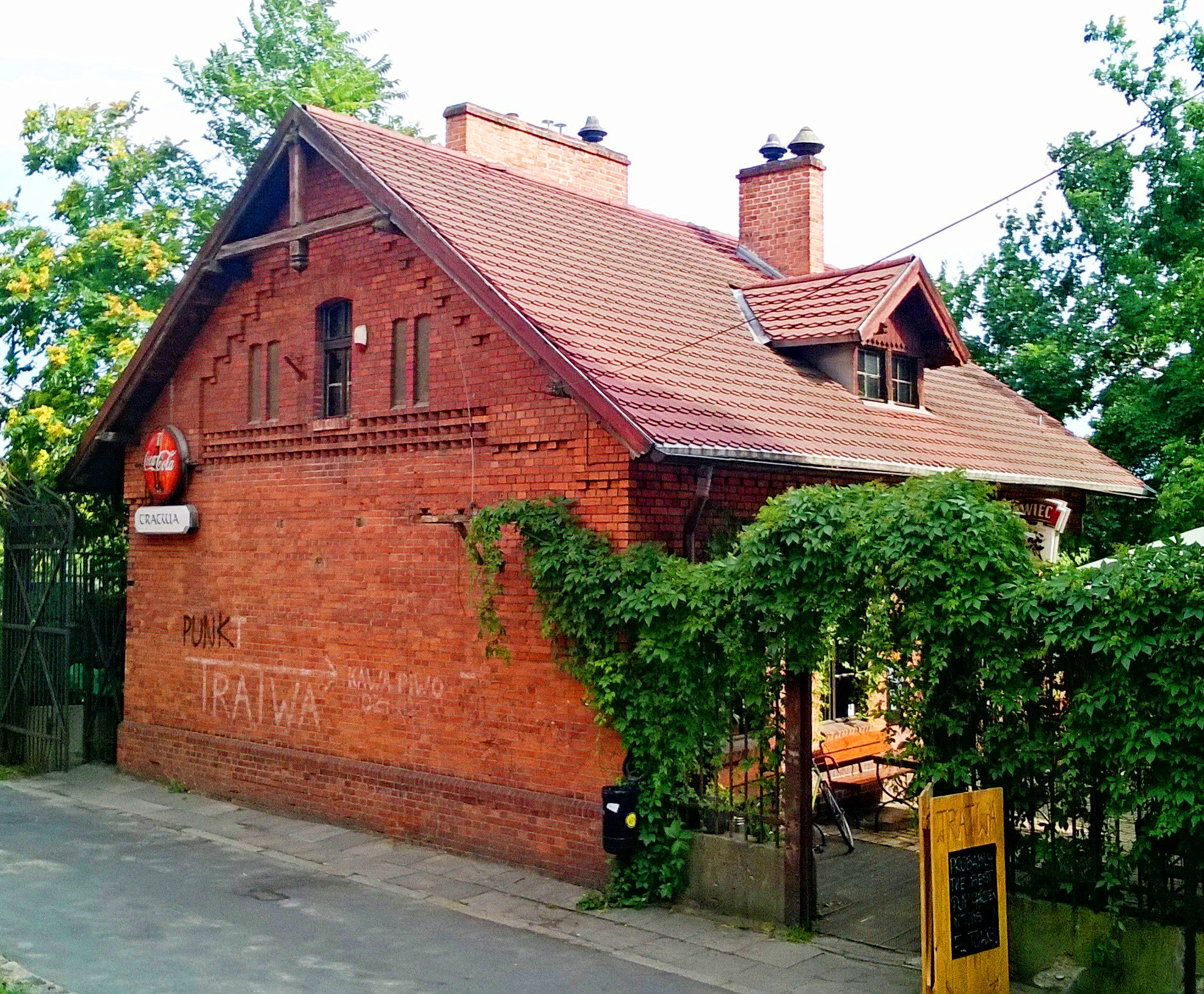
Dawne laboratorium przy ul. Flisaczej

Rozpoczęto budowę gazowni na rogu ul. Kopernika i Pod Krzywą Wieżą, jednak w wyniku uszkodzenia zbiornika podczas napełniania go gazem uznano, że jego naprawa jest bezcelowa, wobec czego rozpoczęto budowę nowej gazowni przy ul. Franciszkańskiej, na miejscu zburzonego klasztoru franciszkańskiego. Wybudowano łącznie cztery zbiorniki gazu: trzy przy ul. Franciszkańskiej (pierwszy w 1860, kolejne w 1890) i jeden przy ul. Flisaczej, między Bramą Klasztorną a Koszarami Racławickimi. Na rogu ul. Kopernika i Pod Krzywą Wieżą stanęły zabudowania techniczne i gospodarcze (piecownia, plac koksowy, budynek administracyjny oddany do użytku ok. 1904 roku, aparatownia z fabryką chemiczną), według projektu G. Colleya. Prace budowlane prowadził A. Kaumann. Koszt budowy wyniósł ok. 77 tys. talarów. Wszystkie zbiorniki miały formę cylindryczną.
Gazownia miała swoją filię we wsi Mokre.

### Wprowadzenie oświetlenia gazowego
Wprowadzenie oświetlenia gazowego i gazu do użytku domowego napotykało opór ze strony torunian. W 1864 roku doprowadzono oświetlenie gazowe do dworca Toruń Główny, w 1881 roku do Jakubskiego Przedmieścia, w 1882 roku do Bydgoskiego Przedmieścia. W 1866 roku było 800 prywatnych odbiorców gazu. Masowy odbiór gazu nastąpił w latach 80. XIX wieku. Głównym odbiorcą gazu było wojsko, które napełniało gazem balony wojskowe. Rozwój gazowni został zahamowany na początku XX wieku, w wyniku wybudowania elektrowni w 1898 roku oraz problemów zaopatrzeniowych podczas I wojny światowej.

### Gazownia po 1920 roku
W 1920 roku, po przyłączeniu Torunia do Polski, gazownia przeszła pod Zarząd Przymusowy Głównego Urzędu Likwidacyjnego w Poznaniu. Stan techniczny zbiorników był zły. W 1926 roku gazownia została przekazana gminie miasta Toruń. Na przełomie lat 20. i 30. rozpoczęto naprawę wszystkich budynków oraz nowe inwestycje. Dzięki remontom zdołano ograniczyć straty gazu z 20% do akceptowalnych 12%, odbudowano piece oraz stworzono podstawy laboratorium, wymieniono lub wybudowano nowe rurociągi. W połowie lat 20. zakład produkował benzol. Był on sprzedawany na stacji benzynowej przy ul. Kopernika. W 1927 roku rozebrano zbiornik przy ul. Flisaczej.
W 1935 roku Zarząd Miejski zagospodarował 146 tys. zł na zakup terenu na Jakubskim Przedmieściu pod budowę nowej gazowni. Budowę nowej gazowni rozpoczęto w maju 1938 roku. Koszt budowy początkowo wyniósł 2 mln zł, podczas prac budowlanych wzrósł do 2,5 mln zł. Prace prowadziła Pomorska Spółka Budowlana. Urządzenia techniczne zamówiono w H.Cegielski Spółka Akcyjna w Poznaniu. W czerwcu 1939 roku na ukończeniu zostały roboty murarskie. Prace miały zostać zakończone na przełomie 1939 i 1940 roku. Po wybuchu II wojny światowej inwestycję przejęli Niemcy. W 1942 roku, po dokończeniu budowy m.in. piecowni oraz komina, nastąpiło otwarcie nowej gazowni.
Zabudowania techniczne i gospodarcze rozebrano pod koniec lat 40. XX wieku. Zbiornik gazowy przy ul. Franciszkańskiej obecnie pełni funkcję planetarium.